# Coryphaenoides myersi
Coryphaenoides myersi är en fiskart som beskrevs av Akitoshi Iwamoto och Sazonov, 1988. Coryphaenoides myersi ingår i släktet Coryphaenoides och familjen skolästfiskar. Inga underarter finns listade i Catalogue of Life.